# Base Aérea Coronel Luis Arturo Rodríguez Meneses
La base aérea Coronel Luis Arturo Rodríguez Meneses (OACI: SKUA), o la base aérea de Marandúa, es una base aérea militar colombiana asignada al Grupo Aéreo del Oriente (GAORI) en la Fuerza Aérea Colombiana (FAC).
La base está ubicada en Marandúa, cerca de Santa Rita, en el departamento de Vichada en Colombia. La base está nombrada en honor al coronel Luis Arturo Rodríguez Meneses.

## Instalaciones
La base aérea tiene una elevación de 87 metros por encima del nivel del mar. Tiene una pista de aterrizaje designada "07/25" con una superficie de asfalto que mide 2.067 metros de longitud y 44 metros de ancho. 
El aeropuerto tiene también otra pista de césped que está actualmente cerrada. Esta pista está designada como "03/21" y mide 2.472 metros de largo y 30 metros de ancho.